# 현매초등학교
현매초등학교는 대한민국 경기도 안성시에 있는 공립 초등학교이다.

## 학교 연혁
- 1968. 04. 08 서운국민학교 현매분교장 설립
- 1972. 03. 01 현매국민학교로 승격
- 1990. 03. 08 병설유치원 개원
- 1996. 03. 01 현매초등학교로 명칭 변경

## 참고 자료
- 현매초등학교 - 한국교육학술정보원 학교알리미